# Nationalpark Drawa
Der Nationalpark Drawa (poln. Drawieński Park Narodowy; deutsch übersetzt Nationalpark Drage) liegt in Nordwestpolen auf dem Gebiet der drei Woiwodschaften Westpommern, Lebus und Großpolen. Der Nationalpark ist Teil des Drage-Urwalds und bezieht sich namentlich auf den Fluss.

## Allgemein
Der Nationalpark wurde 1990 mit ursprünglich 86,91 km² gegründet. Später wurde er auf die heutige Größe von 113,42 km² erweitert. Die Landschaft des Parks wurde von einem Gletscher und dessen Schmelzwassern während der Eiszeit geformt. Hauptgrund für die Gründung eines Nationalparks an dieser Stelle war der Schutz von besonders wertvollen Abschnitten der Flüsse Drawa (Drage) und Płociczna (Plötzenfließ) in den hiesigen Wäldern. Charakteristisches Merkmal des Nationalparks sind die, durch beide Ströme gebildete Flusslandschaft, welche aufgrund der schnellen Strömung, der beachtlichen Tiefe, der länglichen Gestalt und der steilen Ufer einen sehr bergigen Eindruck vermittelt. Daher findet sich hier auch eine der schönsten Kanurouten in Polen.

## Flora
Ungefähr 900 Arten von Gefäßpflanzen, von denen viele dem Artenschutz unterstehen, sind im Nationalpark zu finden. Nach geobotanischen Gesichtspunkten ist besonders das Vorkommen von pommerschen Buchenwäldern von Bedeutung. Ergänzt werden diese durch gut erhaltene Flusswiesen und Erlen verschiedener Gattungen. Außerdem sind die unter speziellen Schutz stehenden Eichen und Buchen erwähnenswert: Diese sind zumeist über 300 und manchmal sogar über 400 Jahre alt. Die ältesten von ihnen befinden sich im streng geschützten Bereich von „Radecin“.

## Fauna
Die Artenvielfalt des Tierreichs ist im Nationalpark ausgesprochen groß. Die zahlreichste Tiergruppe stellen die Vögel dar. 129 nistende Vogelarten konnten festgestellt werden. Die wertvollsten darunter sind Seeadler, Fischadler, Schreiadler, Haselhuhn, Raufußkauz, Schwarzstorch, Eisvogel, Gebirgsstelze u. v. m. Daneben leben im Nationalpark 7 Reptilienarten. Eine Seltenheit ist hierbei die Sumpfschildkröte. Die gute Sauerstoffversorgung und Reinheit der Gewässer bieten einigen seltenen Fischarten Lebensraum. Die Drawa und Płociczna sind Laichplatz der Meerforelle. Im Ostrowiec-See lebt die wertvolle und sehr seltene Seeforelle. Insgesamt leben in den Gewässern des Parks ca. 37 Fischarten, darunter Maränen, Barben, Zährten und wieder eingeführte Lachse. Des Weiteren lassen sich im Nationalpark noch größere Säugetiere beobachten. Häufig sind Rehe, Rothirsche und Wildschweine, gelegentlich auch Elche und Wölfe. Auch Biber- und Fischotterpopulationen sind hier noch ausgesprochen groß. Als invasive Arten sind der Waschbär und die Bisamratte vorzufinden.